# Uno (Muse)

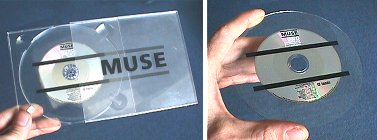
De transparante promotiesingle van Uno.

Uno is de eerste single van Showbiz, het eerste studioalbum van de Britse rockband Muse. De single zou eerst uitkomen op 31 mei, maar dit werd zonder reden uitgesteld tot 14 juni 1999. Het nummer is oorspronkelijk afkomstig van Muscle Museum EP, de tweede extended play van de band. Tijdens het opnemen van het nummer explodeerde de gitaarversterker. Hetzelfde gebeurde tijdens het opnemen van Escape, een ander nummer van het album.
In het Verenigd Koninkrijk behaalde de single de 73e positie in de UK Singles Chart.

## Videoclip
Er zijn in totaal drie videoclips voor Uno gemaakt:
- De eerste videoclip is opgenomen op de Tower Bridge in Londen. De video bevat de bandleden van Muse die stil staan tussen bewegende mensen. Dit wordt afgewisseld met opnamen van een soundcheck. Deze video is afgekeurd door de band, omdat ze deze zelf te beschamend vonden.[3]
- Een tweede videoclip is geregisseerd door Wolf Gresens en Bernard Wedig en is opgenomen in een hotel in Duitsland. Deze bevat een vrouw die op zoek is naar de band, die op dat moment aan het spelen is in een kamer in het hotel. Op een gegeven moment ziet ze een deur waar zanger en gitarist Matthew Bellamy achter lijkt te staan. Maar na het openen van die deur zit er een groot gat in de vloer van de kamer. Hier valt ze net niet in. Ten slotte eindigt de video met een scène van de vrouw die weer voor dezelfde deur staat als in het begin van de video.
- De derde en laatste video bevat alleen beelden van concerten van de band.

## Nummers
Alle teksten zijn geschreven door Matthew Bellamy. 
| 1.                | Uno (alternatieve versie) | 3:44 |
| 2.                | Agitated                  | 2:19 |
| Totale duur: 6:03 |                           |      |

| 1.                 | Uno        | 3:38 |
| 2.                 | Jimmy Kane | 2:59 |
| 3.                 | Forced In  | 4:17 |
| Totale duur: 10:54 |            |      |

| 1.                 | Uno        | 3:38 |
| 2.                 | Jimmy Kane | 2:59 |
| 3.                 | Forced In  | 4:17 |
| 4.                 | Agitated   | 2:19 |
| Totale duur: 13:13 |            |      |

| 1.                 | Uno (radioversie)         | 3:01 |
| 2.                 | Pink Ego Box              | 3:33 |
| 3.                 | Do We Need This           | 4:17 |
| 4.                 | Uno                       | 3:38 |
| 5.                 | Muscle Museum (videoclip) | 3:50 |
| Totale duur: 18:19 |                           |      |

## Medewerkers
Muse
- Matthew Bellamy – zang, gitaar, productie, mixen
- Christopher Wolstenholme – basgitaar, productie, mixen
- Dominic Howard – drums, slaginstrumenten, productie, mixen

Overige
- Paul Reeve – productie, mixen, achtergrondzang